# 肖冬梅 (1964年)
肖冬梅（1964年1月—），女，中国数学家，现任上海交通大学数学科学学院常务副院长、教授、博士生导师，中国数学会副理事长。